# Синдром утёнка
Синдром утенка — психологический феномен в человеко-компьютерном взаимодействии, при котором пользователи демонстрируют предпочтение знакомым интерфейсам, сопротивляясь внедрению обновлённых версий. Этот феномен, получивший свое распространение не так давно в контексте цифровых платформ, имеет параллели с биологическим понятием импринтинга (запечатления), изученным Конрадом Лоренцом у животных. Однако ключевое отличие заключается в области применения: если импринтинг относится к врождённым механизмам привязанности у животных, синдром утёнка описывает приобретённые поведенческие шаблоны в технологической среде.

## История феномена
Изучение феномена импринтинга восходит к работам австрийского этолога Конрада Лоренца в 1930-х годах. Лоренц открыл, что гусята способны запоминать первый движущийся объект, с которым они сталкиваются, воспринимая его как своего «родителя». В своих экспериментах он показывал птенцам не их биологическую мать, а различные другие объекты, включая других животных или неживые предметы. В результате этого «запечатления» гусята начинали следовать за представленным объектом так, как если бы это была их настоящая мать.
В 1970-х годах нейробиологи, такие как Габриэль Хорн и его коллеги, идентифицировали мозговые структуры, ответственные за этот феномен. Они обнаружили, что промежуточная медиальная часть мезопаллиума (IMM) играет ключевую роль в процессе импринтинга у птиц. Стоит уточнить, что название «синдром утёнка» возникло, вероятно, из-за ошибки перевода с немецкого на английский, что привело к путанице между гусятами и утятами в научной терминологии.

## Переход в цифровую среду
Концепция «синдрома утёнка» получила своё цифровое переосмысление совсем недавно. Наглядным подтверждением этому служит эксперимент (2024), который выявил, что 78 % респондентов демонстрировали устойчивое предпочтение предшествующей версии интерфейса перед новой, даже при их абсолютной функциональной идентичности. Этот феномен проявляется в неуклонной склонности пользователей сравнивать любую вновь представленную цифровую систему с той, что была ими усвоена изначально (Novin & Meyers, 2017). Подобный импринтинг обуславливает формирование стойкого предпочтения к первичному цифровому интерфейсу, вследствие чего последующие модификации неизбежно воспринимаются менее благоприятно, особенно на ранних стадиях адаптации.
Более того, по данным одного из исследований, пользователи предпочитают оставаться с первым вариантом интерфейса, нежели чем вторым, чтобы избежать дополнительных когнитивных затрат, которые будут направлены на переобучение новой работе с новым интерфейсом.
| Критерий       | Импринтинг      | Синдром утенка                |
| -------------- | --------------- | ----------------------------- |
| Область        | Этология        | Когнитивная психология        |
| Временное окно | Несколько часов | Формируется постепенно        |
| Функция        | Выживание       | Когнитивная экономия ресурсов |

### Примеры
Что касается конкретных и распространенных примеров данного феномена, то можно привести следующие примеры:
- Массовые протесты пользователей[4] при смене дизайна социальных сетей (например, ВКонтакте). Несмотря на идентичный функционал, новый дизайн социальной сети вызвал достаточно негативную оценку со стороны пользователей.

- Отказ программистов переходить на новые языки программирования, предпочитая старые новым, несмотря на тот факт, что освоение нового языка может послужить развитию как и персонала, так и проекта[5].

- Сохранение устаревших систем в банковской сфере из-за привязанности сотрудников к старым интерфейсам и процессам.

## Нейробиологические корреляты
Результаты нейробиологических исследований подтверждают активацию медиального стриатума и гиппокампа в процессе взаимодействия с привычными цифровыми интерфейсами, что свидетельствует о вовлечении систем долговременной памяти и реконструировании ранее накопленного опыта.

## Ограничения эмпирической базы
Несмотря на широкое распространение данного термина в сфере практического UX-дизайна, его эмпирическая база остаётся недостаточно разработанной. Анализ научной литературы демонстрирует преобладание научно-популярных публикаций и экспертных рекомендаций (Natesan, Walker, Clark, 2016), в то время как количество строгих экспериментальных исследований остаётся весьма ограниченным. Ключевые параметры данного феномена, включая минимальную продолжительность или частоту взаимодействия, необходимые для его формирования в цифровой среде, до сих пор не получили должного изучения. Выдвигается гипотеза, что искажение оценки может возникать уже после первого значимого онлайн-взаимодействия (например, негативный опыт первой транзакции способен спровоцировать полный отказ от использования платформы).